# مانفرد فونکه
مانفرد فونکه (آلمانی: Manfred Funke؛ زادهٔ ۲۲ اوت ۱۹۵۵) وزنه‌بردار اهل آلمان بود.